# Klakar
Klakar je općina u Hrvatskoj. Nalazi se u Brodsko-posavskoj županiji.

## Zemljopis
Općina Klakar graniči s četiri jedinice lokalne samouprave: na zapadu s gradom Slavonskim Brodom na sjeveru s općinom Gornja Vrba i općinom Garčin (naselje Zadubravlje), te prema istoku s općinom Oprisavci (naselja Trnjanski Kuti i Poljanci). Jugozapadni, južni i jugoistočni dio općine Klakar omeđen je rijekom Savom koja je ujedno i državna granica.
U Općini s 2417 stanovnika i četiri naselja, razvoj naselja slijedi geoprometna obilježja prostora. Promatrano na razini Općine naselja su linearno prostorno raspoređena duž županijske ceste Ž 4215 koja prolazi središnjim dijelom Općine. Naselja su paralelna sa smjerom ceste šireći se uzdužno prateći prednosti topografije i prostorna ograničenja (savski nasip). Posebnost sustava čini prostorni odnos naselja Rušćica i naselja Gornja Vrba u susjednoj općini Gornja Vrba.
Sjeverno od Klakara u lovištu Gaj nastaje 46 km dug kanal Biđ.

## Stanovništvo
Po popisu stanovništva iz 2001. godine, općina Klakar imala je 2417 stanovnika, raspoređenih u 4 naselja:
- Donja Bebrina – 469
- Gornja Bebrina – 513
- Klakar – 290
- Ruščica – 1145

| broj stanovnika | 2339  | 2283  | 2121  | 2225  | 2304  | 2384  | 2168  | 2189  | 2226  | 2294  | 2334  | 2274  | 2250  | 2294  | 2417  | 2319  | 2020  |
|                 | 1857. | 1869. | 1880. | 1890. | 1900. | 1910. | 1921. | 1931. | 1948. | 1953. | 1961. | 1971. | 1981. | 1991. | 2001. | 2011. | 2021. |

| broj stanovnika | 405   | 373   | 366   | 386   | 386   | 396   | 391   | 385   | 428   | 422   | 390   | 341   | 306   | 306   | 290   | 272   | 243   |
|                 | 1857. | 1869. | 1880. | 1890. | 1900. | 1910. | 1921. | 1931. | 1948. | 1953. | 1961. | 1971. | 1981. | 1991. | 2001. | 2011. | 2021. |

## Povijest
Godine 1993. reorganizacijom lokalne samouprave uspostavljena je općina Klakar sa središtem u Klakaru, a u sklopu općine nalazila su se naselja Klakar, Ruščica, Gornja i Donja Bebrina, te Gornja i Donja Vrba. Općina je funkcionirala u takvom sastavu sve do 1997.g. kada se Gornja i Donja Vrba izdvajaju iz općine Klakar. Novo ustrojstvo općine Klakar temelji se na Zakonu o područjima županija, gradova i općina u republici Hrvatskoj (NN br. 10/97).

## Spomenici i znamenitosti
Na prostoru općine Klakar je evidentirano ili preventivno zaštićeno 16 povijesnih lokaliteta. Od toga 14 je arheoloških lokaliteta, a 2 spadaju u kategoriju profano-sakralnih građevina.(Podaci se razlikuju od onih u PPŽ-u jer je došlo promjene administrativnih područja). Jedini registrirani spomenik kulture na prostoru općine Klakar prapovijesni je lokalitet Paljevine (Donja Bebrina) kao arheološki lokalitet.

## Obrazovanje
- Područna Osnovna škola "Vladimir Nazor" od prvog do osmog razreda na naselju Ruščica
- Područne Osnovne škole "Vladimir Nazor" od prvog do četvrtog razreda u naseljima Gornja Bebrina, Klakar i Donja Bebrina

## Kultura
- Kulturno umjetničko društvo "Kolo"-Donja Bebrina
- Šokačka glumačka družina "Matini kripoštoli" Donja Bebrina

## Sport
- NK Mladost Donja Bebrina
- NK Graničar Klakar
- NK Posavac Ruščica
- NK Slavonac Gornja Bebrina
- ŠRU Graničar Klakar
- ŠK Posavac-Festung Ruščica[5]

## Vanjske poveznice
- Službena stranica općine Klakar